# Black Sabbath/Diskografie
Diese Diskografie ist eine Übersicht über die musikalischen Werke der britischen Metal-Musikgruppe Black Sabbath. Den Schallplattenauszeichnungen zufolge hat sie bisher mehr als 21,3 Millionen Tonträger verkauft, davon alleine in ihrer Heimat über 3,7 Millionen. Ihre erfolgreichste Veröffentlichung ist das Album Paranoid mit über 4,7 Millionen verkauften Einheiten.

## Alben

### Studioalben
| Jahr | Titel Musiklabel                                 | Höchstplatzierung, Gesamtwochen/‑monate, AuszeichnungChartplatzierungen (Jahr, Titel, Musiklabel, Platzierungen, Wochen/Monate, Auszeichnungen, Anmerkungen) | Höchstplatzierung, Gesamtwochen/‑monate, AuszeichnungChartplatzierungen (Jahr, Titel, Musiklabel, Platzierungen, Wochen/Monate, Auszeichnungen, Anmerkungen) | Höchstplatzierung, Gesamtwochen/‑monate, AuszeichnungChartplatzierungen (Jahr, Titel, Musiklabel, Platzierungen, Wochen/Monate, Auszeichnungen, Anmerkungen) | Höchstplatzierung, Gesamtwochen/‑monate, AuszeichnungChartplatzierungen (Jahr, Titel, Musiklabel, Platzierungen, Wochen/Monate, Auszeichnungen, Anmerkungen) | Höchstplatzierung, Gesamtwochen/‑monate, AuszeichnungChartplatzierungen (Jahr, Titel, Musiklabel, Platzierungen, Wochen/Monate, Auszeichnungen, Anmerkungen) | Anmerkungen                                                                                    |
| Jahr | Titel Musiklabel                                 | DE | AT | CH | UK | US | Anmerkungen                                                                                    |
| ---- | ------------------------------------------------ | --- | --- | --- | --- | --- | ---------------------------------------------------------------------------------------------- |
| 1970 | Black Sabbath Vertigo Records (Philips)          | DE8 (33 Wo.)DE | — | — | UK8 Gold · (42 Wo.)UK | US23 Platin · (65 Wo.)US | Erstveröffentlichung: 13. Februar 1970 Verkäufe: + 1.150.000 Platz 241 der Rolling-Stone-500   |
| 1970 | Paranoid Vertigo Records (Essex Music)           | DE2 Gold · (… Wo.)DE | AT32 a (… Wo.)AT | CH46 b (… Wo.)CH | UK1 Platin · (26 Wo.)UK | US12 ×4Vierfachplatin · (76 Wo.)US | Erstveröffentlichung: 18. September 1970 Verkäufe: + 4.710.000 Platz 130 der Rolling-Stone-500 |
| 1971 | Master of Reality Vertigo Records (Essex Music)  | DE5 (5 Mt.)DE | — | — | UK5 Gold · (14 Wo.)UK | US8 ×2Doppelplatin · (43 Wo.)US | Erstveröffentlichung: 21. Juli 1971 Verkäufe: + 2.200.000 Platz 298 der Rolling-Stone-500      |
| 1972 | Vol. 4 Vertigo Records (Phonogram)               | DE8 (22 Wo.)DE | AT58 (1 Wo.)AT | CH17 (1 Wo.)CH | UK8 Gold · (10 Wo.)UK | US13 Platin · (31 Wo.)US | Erstveröffentlichung: 25. September 1972 Verkäufe: + 1.200.000                                 |
| 1973 | Sabbath Bloody Sabbath WWA Records (Essex Music) | DE13 (5 Wo.)DE | AT62 (1 Wo.)AT | CH71 (1 Wo.)CH | UK4 Gold · (11 Wo.)UK | US11 Platin · (32 Wo.)US | Erstveröffentlichung: 1. Dezember 1973 Verkäufe: + 1.150.000                                   |
| 1975 | Sabotage WWA Records (Essex Music)               | DE17 (13 Wo.)DE | AT9 (2 Mt.)AT | CH25 (1 Wo.)CH | UK7 Silber · (7 Wo.)UK | US28 Gold · (14 Wo.)US | Erstveröffentlichung: 27. Juni 1975 Verkäufe: + 560.000                                        |
| 1976 | Technical Ecstasy Vertigo Records (Phonogram)    | DE27 (1 Wo.)DE | — | CH81 (… Wo.)CH | UK13 (6 Wo.)UK | US51 Gold · (12 Wo.)US | Erstveröffentlichung: 25. September 1976 Verkäufe: + 500.000                                   |
| 1978 | Never Say Die! Vertigo Records (Phonogram)       | — | — | — | UK12 (6 Wo.)UK | US69 Gold · (14 Wo.)US | Erstveröffentlichung: 28. September 1978 Verkäufe: + 500.000                                   |
| 1980 | Heaven and Hell Vertigo Records (Phonogram)      | DE37 (16 Wo.)DE | — | — | UK9 Gold · (22 Wo.)UK | US28 Platin · (24 Wo.)US | Erstveröffentlichung: 25. April 1980 Verkäufe: + 1.100.000                                     |
| 1981 | Mob Rules Vertigo Records (Phonogram)            | DE83 (1 Wo.)DE | — | — | UK12 Gold · (13 Wo.)UK | US29 Gold · (18 Wo.)US | Erstveröffentlichung: 4. November 1981 Verkäufe: + 650.000                                     |
| 1983 | Born Again Vertigo Records (Phonogram)           | DE37 (6 Wo.)DE | — | — | UK4 Gold · (7 Wo.)UK | US39 (16 Wo.)US | Erstveröffentlichung: 7. August 1983 Verkäufe: + 100.000                                       |
| 1986 | Seventh Star Vertigo Records (Phonogram)         | DE51 (4 Wo.)DE | — | — | UK27 (5 Wo.)UK | US78 (11 Wo.)US | Erstveröffentlichung: 28. Januar 1986 feat. Tony Iommi                                         |
| 1987 | The Eternal Idol Vertigo Records (Phonogram)     | — | AT52 c (… Wo.)AT | CH73 c (… Wo.)CH | UK66 (1 Wo.)UK | US168 (6 Wo.)US | Erstveröffentlichung: 1. November 1987                                                         |
| 1989 | Headless Cross I.R.S. Records (EMI)              | DE18 (16 Wo.)DE | — | CH23 (2 Wo.)CH | UK31 (2 Wo.)UK | US115 (8 Wo.)US | Erstveröffentlichung: 1. April 1989                                                            |
| 1990 | Tyr I.R.S. Records (EMI)                         | DE12 (14 Wo.)DE | AT24 (5 Wo.)AT | CH24 (5 Wo.)CH | UK24 (3 Wo.)UK | — | Erstveröffentlichung: 20. August 1990                                                          |
| 1992 | Dehumanizer I.R.S. Records (EMI)                 | DE14 (16 Wo.)DE | AT7 (10 Wo.)AT | CH13 (8 Wo.)CH | UK28 (2 Wo.)UK | US44 (8 Wo.)US | Erstveröffentlichung: 22. Juni 1992                                                            |
| 1994 | Cross Purposes I.R.S. Records (EMI)              | DE32 (9 Wo.)DE | AT23 (6 Wo.)AT | CH41 (3 Wo.)CH | UK41 (1 Wo.)UK | US122 (2 Wo.)US | Erstveröffentlichung: 31. Januar 1994                                                          |
| 1995 | Forbidden I.R.S. Records (EMI)                   | DE35 (9 Wo.)DE | AT40 (1 Wo.)AT | CH48 (1 Wo.)CH | UK71 (1 Wo.)UK | — | Erstveröffentlichung: 8. Juni 1995                                                             |
| 2013 | 13 Vertigo Records (UMG)                         | DE1 Platin · (29 Wo.)DE | AT2 Gold · (17 Wo.)AT | CH1 (20 Wo.)CH | UK1 Gold · (12 Wo.)UK | US1 (15 Wo.)US | Erstveröffentlichung: 7. Juni 2013 Verkäufe: + 447.500                                         |

grau schraffiert: keine Chartdaten aus diesem Jahr verfügbar

### Livealben
| Jahr | Titel Musiklabel                                              | Höchstplatzierung, Gesamtwochen, AuszeichnungChartplatzierungen (Jahr, Titel, Musiklabel, Platzierungen, Wochen, Auszeichnungen, Anmerkungen) | Höchstplatzierung, Gesamtwochen, AuszeichnungChartplatzierungen (Jahr, Titel, Musiklabel, Platzierungen, Wochen, Auszeichnungen, Anmerkungen) | Höchstplatzierung, Gesamtwochen, AuszeichnungChartplatzierungen (Jahr, Titel, Musiklabel, Platzierungen, Wochen, Auszeichnungen, Anmerkungen) | Höchstplatzierung, Gesamtwochen, AuszeichnungChartplatzierungen (Jahr, Titel, Musiklabel, Platzierungen, Wochen, Auszeichnungen, Anmerkungen) | Höchstplatzierung, Gesamtwochen, AuszeichnungChartplatzierungen (Jahr, Titel, Musiklabel, Platzierungen, Wochen, Auszeichnungen, Anmerkungen) | Anmerkungen |
| Jahr | Titel Musiklabel                                              | DE | AT | CH | UK | US | Anmerkungen |
| ---- | ------------------------------------------------------------- | --- | --- | --- | --- | --- | --- |
| 1980 | Live at Last auch bekannt als: Past Lives Nems (Essex Music)  | — | — | — | UK5 (15 Wo.)UK | US114 (1 Wo.)US | Erstveröffentlichung: 21. Juni 1980 in US erst 2002 veröffentlicht |
| 1982 | Live Evil Vertigo Records (Phonogram)                         | DE37 (5 Wo.)DE | — | CH91 (1 Wo.)CH | UK13 (11 Wo.)UK | US37 (12 Wo.)US | Erstveröffentlichung: Dezember 1982 Wiederveröffentlichung: 2. Juni 2023 (40th Anniversary Super Deluxe Edition) in CH erst 2023 in den Charts, in DE Rückkehr 2023 für eine Woche auf Platz 45 |
| 1995 | Cross Purposes Live I.R.S. Records (EMI)                      | — | — | — | — | — | Erstveröffentlichung: 1995 |
| 1998 | Reunion Epic Records (Sony)                                   | DE32 (4 Wo.)DE | — | CH84 (1 Wo.)CH | UK41 Silber · (2 Wo.)UK | US11 Platin · (18 Wo.)US | Erstveröffentlichung: 20. Oktober 1998 aufgenommen am 12. Mai 1997 in Birmingham Verkäufe: + 1.160.000                                                                                          |
| 2007 | Black Sabbath – Live at Hammersmith Odeon Rhino Records (WMG) | — | — | — | — | — | Erstveröffentlichung: 1. Mai 2007 auf 5000 Exemplare limitiert |
| 2014 | Live… Gathered in Their Masses Universal Music (UMG)          | DE11 (8 Wo.)DE | — | CH92 (1 Wo.)CH | — | — | Erstveröffentlichung: 22. November 2013 |
| 2017 | The End: Live in Birmingham Eagle Records (UMG)               | DE2 (14 Wo.)DE | AT13 (2 Wo.)AT | CH14 (4 Wo.)CH | UK68 (1 Wo.)UK | — | Erstveröffentlichung: 17. November 2017 Verkäufe: + 10.000 |

grau schraffiert: keine Chartdaten aus diesem Jahr verfügbar

### Kompilationen
| Jahr | Titel Musiklabel                                            | Höchstplatzierung, Gesamtwochen, AuszeichnungChartplatzierungen (Jahr, Titel, Musiklabel, Platzierungen, Wochen, Auszeichnungen, Anmerkungen) | Höchstplatzierung, Gesamtwochen, AuszeichnungChartplatzierungen (Jahr, Titel, Musiklabel, Platzierungen, Wochen, Auszeichnungen, Anmerkungen) | Höchstplatzierung, Gesamtwochen, AuszeichnungChartplatzierungen (Jahr, Titel, Musiklabel, Platzierungen, Wochen, Auszeichnungen, Anmerkungen) | Höchstplatzierung, Gesamtwochen, AuszeichnungChartplatzierungen (Jahr, Titel, Musiklabel, Platzierungen, Wochen, Auszeichnungen, Anmerkungen) | Höchstplatzierung, Gesamtwochen, AuszeichnungChartplatzierungen (Jahr, Titel, Musiklabel, Platzierungen, Wochen, Auszeichnungen, Anmerkungen) | Anmerkungen                                                  |
| Jahr | Titel Musiklabel                                            | DE | AT | CH | UK | US | Anmerkungen                                                  |
| ---- | ----------------------------------------------------------- | --- | --- | --- | --- | --- | ------------------------------------------------------------ |
| 1972 | Attention! Black Sabbath! Fontana Records (DG)              | — | — | — | — | — | Erstveröffentlichung: 1972                                   |
| 1975 | We Sold Our Soul for Rock ’n’ Roll Nems (Phonogram)         | — | — | — | UK35 Gold · (5 Wo.)UK | US48 ×2Doppelplatin · (10 Wo.)US | Erstveröffentlichung: 1. Dezember 1975 Verkäufe: + 2.100.000 |
| 1995 | Between Heaven and Hell Castle Communications (Castle)      | — | — | — | — | — | Erstveröffentlichung: 1995                                   |
| 1996 | The Sabbath Stones I.R.S. Records (EMI)                     | — | — | — | — | — | Erstveröffentlichung: 1996                                   |
| 2000 | The Best of Black Sabbath Metal-is Records (EMI)            | — | — | — | UK24 Gold · (9 Wo.)UK | — | Erstveröffentlichung: 3. Juni 2000 Verkäufe: + 170.000       |
| 2006 | Greatest Hits 1970–1978 Rhino Records (WMG)                 | — | — | — | — | US96 (10 Wo.)US | Erstveröffentlichung: 14. März 2006                          |
| 2007 | Black Sabbath: The Dio Years Rhino Records (WMG)            | — | — | — | — | US54 (9 Wo.)US | Erstveröffentlichung: 3. April 2007                          |
| 2009 | Greatest Hits Sanctuary Records (UMG)                       | — | AT73 (3 Wo.)AT | — | UK19 Gold · (5 Wo.)UK | — | Erstveröffentlichung: 13. Juni 2009 Verkäufe: + 115.000      |
| 2012 | Iron Man: The Best of Black Sabbath Sanctuary Records (UMG) | — | — | — | UK27 (3 Wo.)UK | — | Erstveröffentlichung: 4. Juni 2012 Verkäufe: + 70.000        |
| 2016 | The Ultimate Collection Sanctuary Records (BMG)             | DE40 (2 Wo.)DE | — | CH52 (3 Wo.)CH | UK14 d Gold · (… Wo.)UK | — | Erstveröffentlichung: 28. Oktober 2016 Verkäufe: + 100.000   |

grau schraffiert: keine Chartdaten aus diesem Jahr verfügbar

## Singles
| Jahr | Titel Album                                              | Höchstplatzierung, Gesamtwochen, AuszeichnungChartplatzierungen (Jahr, Titel, Album, Platzierungen, Wochen, Auszeichnungen, Anmerkungen) | Höchstplatzierung, Gesamtwochen, AuszeichnungChartplatzierungen (Jahr, Titel, Album, Platzierungen, Wochen, Auszeichnungen, Anmerkungen) | Höchstplatzierung, Gesamtwochen, AuszeichnungChartplatzierungen (Jahr, Titel, Album, Platzierungen, Wochen, Auszeichnungen, Anmerkungen) | Höchstplatzierung, Gesamtwochen, AuszeichnungChartplatzierungen (Jahr, Titel, Album, Platzierungen, Wochen, Auszeichnungen, Anmerkungen) | Höchstplatzierung, Gesamtwochen, AuszeichnungChartplatzierungen (Jahr, Titel, Album, Platzierungen, Wochen, Auszeichnungen, Anmerkungen) | Anmerkungen                                      |
| Jahr | Titel Album                                              | DE | AT | CH | UK | US | Anmerkungen                                      |
| --- | -------------------------------------------------------- | --- | --- | --- | --- | --- | ------------------------------------------------ |
| 1970 | Evil Woman (Don’t Play Your Games With Me) Black Sabbath | — | — | — | — | — | Erstveröffentlichung: 9. Januar 1970             |
| 1970 | The Wizard Black Sabbath                                 | — | — | — | — | — | Erstveröffentlichung: 1. April 1970              |
| 1970 | Paranoid                                                 | DE1 Platin · (16 Wo.)DE | AT3 (24 Wo.)AT | CH2 (12 Wo.)CH | UK4 ×2Doppelplatin · (… Wo.)UK | US61 (8 Wo.)US | Erstveröffentlichung: 7. August 1970             |
| 1970 | Iron Man Paranoid                                        | — | — | — | UK48 Gold · (… Wo.)UK | US52 (10 Wo.)US | Erstveröffentlichung: 18. September 1970         |
| 1971 | Children of the Grave Master of Reality                  | — | — | — | — | — | Erstveröffentlichung: August 1971                |
| 1972 | After Forever Master of Reality                          | — | — | — | — | — | Erstveröffentlichung: 2. Januar 1972             |
| 1972 | Tomorrow’s Dream Vol. 4                                  | — | — | — | — | — | Erstveröffentlichung: 22. September 1972         |
| 1973 | Sabbath Bloody Sabbath                                   | — | — | — | — | — | Erstveröffentlichung: 2. November 1973           |
| 1975 | Am I Going Insane? Sabotage                              | — | — | — | — | — | Erstveröffentlichung: 28. Juli 1975              |
| 1976 | Gypsy Technical Ecstasy                                  | — | — | — | — | — | Erstveröffentlichung: 1976                       |
| 1977 | It’s Alright Technical Ecstasy                           | — | — | — | — | — | Erstveröffentlichung: 2. Januar 1977             |
| 1977 | She’s Gone Technical Ecstasy                             | — | — | — | — | — | Erstveröffentlichung: 1977                       |
| 1978 | Never Say Die!                                           | — | — | — | UK21 (8 Wo.)UK | — | Erstveröffentlichung: 26. Mai 1978               |
| 1978 | Hard Road Never Say Die!                                 | — | — | — | UK33 (4 Wo.)UK | — | Erstveröffentlichung: 30. September 1978         |
| 1980 | Neon Knights Heaven and Hell                             | — | — | — | UK22 (9 Wo.)UK | — | Erstveröffentlichung: 21. Juni 1980              |
| 1980 | Die Young Heaven and Hell                                | — | — | — | UK41 (7 Wo.)UK | — | Erstveröffentlichung: 22. November 1980          |
| 1981 | Mob Rules                                                | — | — | — | UK46 (4 Wo.)UK | — | Erstveröffentlichung: 24. Oktober 1981           |
| 1982 | Turn Up the Night Mob Rules                              | — | — | — | UK37 (5 Wo.)UK | — | Erstveröffentlichung: 30. Januar 1982            |
| 1983 | Trashed Born Again                                       | — | — | — | — | — | Erstveröffentlichung: 1983                       |
| 1986 | No Stranger To Love Seventh Star                         | — | — | — | — | — | Erstveröffentlichung: 1986                       |
| 1987 | The Shining The Eternal Idol                             | — | — | — | — | — | Erstveröffentlichung: 1987                       |
| 1989 | Headless Cross                                           | — | — | — | UK62 (2 Wo.)UK | — | Erstveröffentlichung: 1. April 1989              |
| 1989 | Devil and Daughter Headless Cross                        | — | — | — | UK81 (2 Wo.)UK | — | Erstveröffentlichung: 24. Juni 1989              |
| 1989 | Black Moon Headless Cross                                | — | — | — | — | — | Erstveröffentlichung: 1989                       |
| 1990 | Feels Good to Me Tyr                                     | — | — | — | UK79 (3 Wo.)UK | — | Erstveröffentlichung: 8. September 1990          |
| 1992 | TV Crimes Dehumanizer                                    | — | — | — | UK33 (2 Wo.)UK | — | Erstveröffentlichung: 30. Mai 1992               |
| 1998 | Psycho Man Reunion                                       | — | — | — | — | — | Erstveröffentlichung: 2. November 1998           |
| 2013 | God Is Dead? 13                                          | DE99 (1 Wo.)DE | — | — | — | — | Erstveröffentlichung: 19. April 2013 Grammy      |
| 2013 | Loner 13                                                 | — | — | — | — | — | Erstveröffentlichung: 30. September 2013         |
| Folgende Lieder erschienen nicht als Single, wurden aber durch das Album zum Download und Streaming bereitgestellt und konnten somit eine Platzierung erlangen: |                                                          | | | | | |                                                  |
| |                                                          | | | | | |                                                  |
| 2025 | War Pigs Paranoid                                        | — | — | — | UK47 Gold · (… Wo.)UK | — | Charteinstieg: 25. Juli 2025 Verkäufe: + 400.000 |

grau schraffiert: keine Chartdaten aus diesem Jahr verfügbar

## Videoalben
| Jahr | Titel                                        | Höchstplatzierung, Gesamtwochen, AuszeichnungChartplatzierungen (Jahr, Titel, Platzierungen, Wochen, Auszeichnungen, Anmerkungen) | Höchstplatzierung, Gesamtwochen, AuszeichnungChartplatzierungen (Jahr, Titel, Platzierungen, Wochen, Auszeichnungen, Anmerkungen) | Höchstplatzierung, Gesamtwochen, AuszeichnungChartplatzierungen (Jahr, Titel, Platzierungen, Wochen, Auszeichnungen, Anmerkungen) | Höchstplatzierung, Gesamtwochen, AuszeichnungChartplatzierungen (Jahr, Titel, Platzierungen, Wochen, Auszeichnungen, Anmerkungen) | Höchstplatzierung, Gesamtwochen, AuszeichnungChartplatzierungen (Jahr, Titel, Platzierungen, Wochen, Auszeichnungen, Anmerkungen) | Anmerkungen                                                   |
| Jahr | Titel                                        | DE | AT | CH | UK | US | Anmerkungen                                                   |
| ---- | -------------------------------------------- | --- | --- | --- | --- | --- | ------------------------------------------------------------- |
| 1980 | Never Say Die                                | — | — | — | UK5 (5 Wo.)UK | — | Erstveröffentlichung: 1. Dezember 1980 Charteinstieg UK: 2003 |
| 1991 | The Black Sabbath Story, Volume 1: 1970–1978 | — | — | — | UK2 Platin · (21 Wo.)UK | — | Erstveröffentlichung: 1992 Charteinstieg UK: 2002             |
| 1992 | The Black Sabbath Story, Volume 2: 1978–1992 | — | — | — | UK6 Gold · (5 Wo.)UK | — | Erstveröffentlichung: 1992 Charteinstieg UK: 2002             |
| 1995 | Cross Purposes Live                          | — | — | — | UK25 (2 Wo.)UK | — | Erstveröffentlichung: 1995                                    |
| 1999 | The Last Supper                              | — | — | — | UK14 Gold · (7 Wo.)UK | — | Erstveröffentlichung: 1999                                    |
| 2005 | Paranoid                                     | — | — | — | UK19 (2 Wo.)UK | — | Erstveröffentlichung: 2005 Charteinstieg UK: 2010             |
| 2017 | The End                                      | — | — | — | UK1 (77 Wo.)UK | — | Erstveröffentlichung: 17. November 2017                       |

grau schraffiert: keine Chartdaten aus diesem Jahr verfügbar

## Boxsets
| Jahr | Titel Musiklabel                                                         | Höchstplatzierung, Gesamtwochen, AuszeichnungChartplatzierungen (Jahr, Titel, Musiklabel, Platzierungen, Wochen, Auszeichnungen, Anmerkungen) | Höchstplatzierung, Gesamtwochen, AuszeichnungChartplatzierungen (Jahr, Titel, Musiklabel, Platzierungen, Wochen, Auszeichnungen, Anmerkungen) | Höchstplatzierung, Gesamtwochen, AuszeichnungChartplatzierungen (Jahr, Titel, Musiklabel, Platzierungen, Wochen, Auszeichnungen, Anmerkungen) | Höchstplatzierung, Gesamtwochen, AuszeichnungChartplatzierungen (Jahr, Titel, Musiklabel, Platzierungen, Wochen, Auszeichnungen, Anmerkungen) | Höchstplatzierung, Gesamtwochen, AuszeichnungChartplatzierungen (Jahr, Titel, Musiklabel, Platzierungen, Wochen, Auszeichnungen, Anmerkungen) | Anmerkungen |
| Jahr | Titel Musiklabel                                                         | DE | AT | CH | UK | US | Anmerkungen |
| ---- | ------------------------------------------------------------------------ | --- | --- | --- | --- | --- | --- |
| 1991 | The Ozzy Osbourne Years Castle Communications (Castle)                   | — | — | — | — | — | Erstveröffentlichung: 23. Oktober 1991 |
| 1994 | Black Sabbath Cross Box Castle Communications (Castle)                   | — | — | — | — | — | Erstveröffentlichung: 1994 |
| 1996 | Under Wheels of Confusion Castle Communications (EMI)                    | — | — | — | — | — | Erstveröffentlichung: 1996 |
| 2004 | Black Box Rhino Records (WMG)                                            | — | — | — | — | — | Erstveröffentlichung: 27. April 2004 Eine Box mit den ersten acht Alben von 1970–1978. Der Ton wurde restauriert, um den Klang zu verbessern. Leider ging dies mit einer erheblichen Reduktion des Dynamikumfangs einher. Es ist die erste Wiederveröffentlichung der alten Alben, an welcher die Band selbst beteiligt ist. |
| 2008 | The Rules of Hell Rhino Records (WMG)                                    | — | — | — | — | — | Erstveröffentlichung: 22. Juli 2008 Eine Box mit den Alben, bei denen Ronnie James Dio am Gesang war, mit Ausnahme von Live at Hammersmith Odeon |
| 2017 | The Ten Year War Sanctuary Records (BMG)                                 | DE60 (3 Wo.)DE | — | — | — | — | Erstveröffentlichung: 27. Oktober 2017 Vinyl-Box mit acht Alben und zwei Singles |
| 2018 | Supersonic Years – The Seventies Singles Box Set Sanctuary Records (BMG) | DE23 (1 Wo.)DE | — | — | — | — | Erstveröffentlichung: 8. Juni 2018 |
| 2024 | Anno Domini 1989–1995 Blueflame (BMG)                                    | DE9 (1 Wo.)DE | AT12 (1 Wo.)AT | CH11 (1 Wo.)CH | — | — | Erstveröffentlichung: 31. Mai 2024 |

## Promoveröffentlichungen
| Jahr | Titel Musiklabel                 | Anmerkungen                        |
| ---- | -------------------------------- | ---------------------------------- |
| 1971 | Sweet Leaf Master of Reality     | Erstveröffentlichung: 1971         |
| 1986 | No Stranger to Love Seventh Star | Erstveröffentlichung: 1986         |
| 1998 | Selling My Soul Reunion          | Erstveröffentlichung: 1998         |
| 2013 | End of the Beginning 13          | Erstveröffentlichung: 3. Juni 2013 |

## Sonderveröffentlichungen

### Kompilationen
| Jahr | Titel Musiklabel                             | Anmerkungen                |
| ---- | -------------------------------------------- | -------------------------- |
| 1985 | The Sabbath Collection Castle Communications | Erstveröffentlichung: 1985 |

### Tributealben
- 1992: Masters of Misery „Black Sabbath: The Earache Tribute“
- 1994: Nativity in Black
- 1999: Hell Rules – A Tribute to Black Sabbath
- 2000: Nativity in Black II
- 2002: Hand of Doom – Live in Los Angeles: A Tribute to Black Sabbath (mit Melissa Auf der Maur)

## Statistik

### Chartauswertung
|                     | DE     | AT     | CH     | UK     | US     |
| ------------------- | ------ | ------ | ------ | ------ | ------ |
| Nummer-eins-Alben   | DE1DE  | AT—AT  | CH1CH  | UK2UK  | US1US  |
| Top-10-Alben        | DE7DE  | AT3AT  | CH1CH  | UK10UK | US2US  |
| Alben in den Charts | DE25DE | AT13AT | CH18CH | UK28UK | US23US |

|                       | DE    | AT    | CH    | UK     | US    |
| --------------------- | ----- | ----- | ----- | ------ | ----- |
| Nummer-eins-Singles   | DE1DE | AT—AT | CH—CH | UK—UK  | US—US |
| Top-10-Singles        | DE1DE | AT1AT | CH1CH | UK1UK  | US—US |
| Singles in den Charts | DE2DE | AT1AT | CH1CH | UK13UK | US2US |

|                          | DE    | AT    | CH    | UK    | US    |
| ------------------------ | ----- | ----- | ----- | ----- | ----- |
| Nummer-eins-Videoalben   | DE—DE | AT—AT | CH—CH | UK1UK | US—US |
| Top-10-Videoalben        | DE—DE | AT—AT | CH—CH | UK4UK | US—US |
| Videoalben in den Charts | DE—DE | AT—AT | CH—CH | UK7UK | US—US |

### Auszeichnungen für Musikverkäufe
| Goldene Schallplatte - Australien - 2005: für das Videoalbum The Black Sabbath Story, Volume 1: 1970–1978 - Brasilien - 2024: für die Single God Is Dead? - Dänemark - 2024: für das Album Paranoid - Italien - 2024: für die Single Iron Man - Kanada - 1977: für das Album Black Sabbath - 1977: für das Album Sabbath Bloody Sabbath - 1982: für das Album Mob Rules - 2003: für das Videoalbum The Black Sabbath Story, Volume 1: 1970–1978 - Polen - 2014: für das Videoalbum Live… Gathered in Their Masses - 2021: für das Album The End: Live in Birmingham - 2021: für die Single Paranoid - Spanien - 2025: für die Single Paranoid | Platin-Schallplatte - Australien - 2013: für das Album Iron Man: The Best of Black Sabbath - 2013: für das Album The Best of Black Sabbath - Brasilien - 2013: für das Album 13 - 2015: für das Videoalbum Live… Gathered in Their Masses - Dänemark - 2025: für die Single Paranoid - Griechenland - 2025: für die Single Paranoid - Italien - 2019: für die Single Paranoid - 2022: für das Album Paranoid - Kanada - 1977: für das Album Vol.4 - 1977: für das Album Master of Reality - 1977: für das Album Paranoid - 1999: für das Album Reunion - 2014: für das Album 13 - 2014: für das Videoalbum Live… Gathered in Their Masses - Neuseeland - 2020: für das Album Greatest Hits - 2023: für die Single Iron Man - Polen - 2014: für das Album 13 2× Platin-Schallplatte - Portugal - 2025: für die Single Paranoid 3× Platin-Schallplatte - Neuseeland - 2025: für die Single Paranoid |

Anmerkung: Auszeichnungen in Ländern aus den Charttabellen bzw. Chartboxen sind in ebendiesen zu finden.
| Land/RegionAuszeichnungen für Musikverkäufe (Land/Region, Auszeichnungen, Verkäufe, Quellen) | Silber     | Gold       | Platin       | Verkäufe   | Quellen              |
| -------------------------------------------------------------------------------------------- | ---------- | ---------- | ------------ | ---------- | -------------------- |
| Australien (ARIA)                                                                            | —          | Gold1      | 2× Platin2   | 147.500    | aria.com.au          |
| Brasilien (PMB)                                                                              | —          | Gold1      | 2× Platin2   | 100.000    | pro-musicabr.org.br  |
| Dänemark (IFPI)                                                                              | —          | Gold1      | Platin1      | 100.000    | ifpi.dk              |
| Deutschland (BVMI)                                                                           | —          | Gold1      | 2× Platin2   | 1.050.000  | musikindustrie.de    |
| Griechenland (IFPI)                                                                          | —          | —          | Platin1      | 20.000     | Einzelnachweise      |
| Italien (FIMI)                                                                               | —          | Gold1      | 2× Platin2   | 150.000    | fimi.it              |
| Kanada (MC)                                                                                  | —          | 4× Gold4   | 6× Platin6   | 645.000    | musiccanada.com      |
| Neuseeland (RMNZ)                                                                            | —          | —          | 5× Platin5   | 135.000    | radioscope.co.nz NZ2 |
| Österreich (IFPI)                                                                            | —          | Gold1      | —            | 7.500      | ifpi.at              |
| Polen (ZPAV)                                                                                 | —          | 3× Gold3   | Platin1      | 60.000     | olis.pl              |
| Portugal (AFP)                                                                               | —          | —          | 2× Platin2   | 20.000     | Einzelnachweise      |
| Spanien (Promusicae)                                                                         | —          | Gold1      | —            | 30.000     | elportaldemusica.es  |
| Vereinigte Staaten (RIAA)                                                                    | —          | 5× Gold5   | 14× Platin14 | 15.150.000 | riaa.com             |
| Vereinigtes Königreich (BPI)                                                                 | 3× Silber3 | 16× Gold16 | 3× Platin3   | 3.605.000  | bpi.co.uk            |
| Insgesamt                                                                                    | 3× Silber3 | 35× Gold35 | 41× Platin41 |            |                      |